# Celenza Valfortore
Celenza Valfortore – miejscowość i gmina we Włoszech, w regionie Apulia, w prowincji Foggia.
Według danych na rok 2004 gminę zamieszkiwały 1984 osoby, 30,1 os./km².